# 환상 (2014년 영화)
"환상"은 2014년에 개봉한 대한민국의 영화이다.

## 캐스팅
- 박재훈 : 찬수 역
- 노수람 : 현정 역
- 정욱 : 찬영 역
- 김미연 : 연미 역
- 한성식 : 김 의사 역
- 이설구 : 민구 역
- 윤설희 : 정 간호사 역
- 백인권 : 재구 역
- 미나 : 박 간호사 역
- 유연미 : 수미 역
- 김효중 : 성민 역
- 정이슬 : 여학생 역